# Alisa Grincenco
Alisa Grincenco (* 14. Februar 2004 in Berlin) ist eine deutsche Fußballspielerin.

## Karriere

### Vereine
Grincenco begann im Berliner Stadtteil Marienfelde beim dort ansässigen FC Stern Marienfelde mit dem Fußballspielen, bevor sie im weiteren Verlauf sich der Jugendmannschaft des 1. FFC Turbine Potsdam zuwandte. Der B-Jugendmannschaft entwachsen – für die sie von 2018 bis 2021 insgesamt 22 Spiele in der B-Juniorinnen-Bundesliga bestritt und zehn Tore erzielte – rückte sie zur Saison 2021/22 in die Zweite Mannschaft auf. In 15 Punktspielen in der drittklassigen Regionalliga Nordost, in denen sie zehn Tore erzielte, trug sie zur regionalen Meisterschaft, und nach zwei Aufstiegsspielen gegen den Hamburger SV (Meister Regionalliga Nord), zum Aufstieg in die 2. Bundesliga bei. In dieser Spielklasse kam sie einzig am 28. August 2022 (1. Spieltag) beim 3:2-Sieg im Heimspiel gegen Eintracht Frankfurt II zum Einsatz. Von da an wurde sie vom 18. September 2022 (1. Spieltag) bis zum 21. Mai 2023 (21. Spieltag) in der Ersten Mannschaft in der Bundesliga eingesetzt.
Zur Saison 2025/26 schloss sie sich dem Zweitligaaufsteiger FC Viktoria 1889 Berlin an.

### Auswahl-/Nationalmannschaft
Als Nationalspielerin debütierte sie in der U19-Nationalmannschaft, für die sie ein Tor in sieben Länderspielen erzielte. Ihr erstes Länderspiel bestritt sie am 17. Februar 2022 in Marbella beim 7:0-Sieg über die Auswahl Norwegens im Rahmen eines „U 19-Nationen-Turniers“. Mit der U19-Nationalmannschaft nahm sie auch an der in Tschechien ausgetragenen Europameisterschaft 2022 teil. Sie bestritt die ersten beiden Spiele der Gruppe B und schied mit ihrer Mannschaft als Gruppendritter vorzeitig aus dem Turnier aus.
Grincenco stand im Kader für die U19-Europameisterschaft 2023. Sie wurde in zwei Vorrundenpartien eingesetzt.

## Erfolge
- U19-Vize-Europameisterin 2023
- Meister Regionalliga Nordost 2022 und Aufstieg in die 2. Bundesliga
- Zweimalige Gewinnerin Jugend trainiert für Olympia